# Boxing Helena
Boxing Helena o Mi obsesión por Helena es una película estadounidense dramática de 1993 escrita y dirigida por Jennifer Lynch, hija del cineasta David Lynch. Es protagonizada por Julian Sands, Sherilyn Fenn y Bill Paxton.
El filme se hizo famoso incluso antes de su estreno debido a que se negó a protagonizarlo Kim Basinger (una vez firmada su participación), debido a las escenas de sexo en el guion. En el momento de su estreno causó gran polémica debido a su historia, que incluía elementos de mutilación y tortura.

## Trama
Nick Cavanaugh, un cirujano casado de Atlanta, está obsesionado con Helena, una mujer hermosa pero desagradable con la que tuvo un encuentro íntimo. Después de que Helena sufre un grave accidente automovilístico frente a su casa, Nick la secuestra y la trata en su hogar, amputándole ambas piernas y luego los brazos en un intento de controlar su obsesión. A pesar de ser la víctima, Helena constantemente ridiculiza a Nick. Al final de la película, se revela que todo el secuestro y mutilación fue un sueño de Nick mientras esperaba en el hospital, ya que en realidad buscó ayuda médica para Helena después del accidente.

## Reparto
- Julian Sands ... Dr. Nick Cavanaugh
- Sherilyn Fenn ... Helena
- Bill Paxton ... Ray O'Malley
- Kurtwood Smith ... Dr. Alan Harrison
- Art Garfunkel ... Dr. Lawrence Augustine
- Betsy Clark ... Anne Garrett
- Nicolette Scorsese ... Amante de fantasía/Enfermera

## Influencia
Se cree que la banda de punk Misfits se inspiró en esta película para la realización de su famosa canción “Helena”[cita requerida]. También la banda Slipknot recibió influencia de esta película al escribir la canción Purity. La banda de rock mexicana Cuca también ha aceptado públicamente que su canción "La Balada" está inspirada en esta película.